# Roy Barraclough
Roy Barraclough (12 juillet 1935 - 1er juin 2017) était un acteur comique anglais. Il est surtout connu pour son rôle d'Alec Gilroy, le triste et sournois propriétaire du Rovers Retour dans la série télévisée britannique Coronation Street, et pour le duo Cissie et Ada avec le comédien Les Dawson.

## Carrière
Roy Barraclough commence sa carrière en tant que dessinateur. Pendant ses vacances, il travaille comme animateur dans un camp de vacances sur l'île de Wight. Pendant plusieurs années, il passe ses journées à travailler, et ses soirées à pratiquer le théâtre amateur. Il est repéré par une productrice, qui lui offre un contrat à plein temps dans sa compagnie à Huddersfield. Barraclough fait ensuite régulièrement des apparitions sur scène, jouant parfois du piano dans la fosse, notamment pour la comédienne Hylda Baker (en).
Barraclough rejoint plus tard une compagnie à Stoke-on-Trent (apparaissant aux côtés de Ben Kingsley) ; puis une autre à Oldham en 1966, apparaissant aux côtés de Barbara Knox (en) et Anne Kirkbride (en), qui plus tard deviendront ses partenaires dans Coronation Street. À Oldham, il fait ses premières apparitions à la télévision pour la Grenada Television, notamment dans Coronation Street en 1964.
En 1969, il est retenu dans le rôle de Harry Everitt pour le soap opera Château Havre de la Yorkshire Television (YTV) avec Kathy Staff comme épouse. Bien que la série n'ait duré qu'un an, Barraclough est devenu un invité régulier sur les productions de YTV. Un jour, alors qu'il déjeune à la cantine, il est appelé pour remplacer un acteur sur la première série Dawson. C'est le début d'une relation de travail qui durera de nombreuses années à la fois avec YTV et avec la BBC. Barraclough apparaît dans la sitcom de Jack Rosenthal Les Amoureux (1970) en tant que barman grincheux. Il a joué un rôle similaire dans Rising Damps dans l'épisode Des œillets roses, 1978, et apparaît également dans la série d'ITV George et Mildred (1977).

## Décès
Barraclough meurt à l'âge de 81 ans, au Willow Wood Hospice, une maison de soins palliatifs à Ashton-under-Lyne, Greater Manchester, le 1er juin 2017, à la suite d'une courte maladie,.

## Distinctions
- 2006 : Membre de l'Ordre de l'Empire britannique.

## Filmographie partielle
- 1976 : The Slipper and the Rose: The Story of Cinderella : un tailleur
- 1986 : Car Trouble : l'homme au chien